# Alexandra Tydings
Alexandra Tydings Luzzatto (nascida Alexandra Huntingdon Tydings em 15 de dezembro de 1972) é uma atriz americana, mais conhecida por seu papel como a Deusa grega Afrodite na série de televisão Hercules: The Legendary Journeys e seu spin-off, Xena: Warrior Princess.

## Vida Pessoal
Tydings nasceu em 15 de dezembro de 1972, em Washington, DC. Ela tem quatro irmãs e um irmão, e é a neta do ex-senador Maryland Millard Tydings. Ela é uma graduada da Sidwell Friends School e Brown University, com uma licenciatura em cinema e teoria crítica. Sua mãe é Terry Huntingdon Miss EUA 1959.
Tydings conta Katharine Hepburn e Kevin Spacey entre seus atores favoritos, e a maioria conta com o colaborando processo de agir pesquisa e; audição é o seu favorito, pelo menos. Ela competiu em dança irlandesa como uma criança, e dança levou à realização de todos os tipos; Além de atuar, ela era a vocalista e baixista de bandas Annabelle Kickbox e ela viu-o despido.
Tydings é vegetariana há catorze anos, e ela gosta de jardinagem.
Tydings é casada com Ben Luzzatto, e eles têm dois filhos, uma menina que se chama Ruby (nascida em 17 de junho de 2004) e um menino que se chama Emerson (nascido em 4 de junho de 2006).

## Carreira
Depois de se formar na Universidade de Brown, Tydings mudou-se para Hollywood para perseguir uma carreira ativa. Ela estrelou em vários filmes independentes (Alice, Angst) e, finalmente, conseguiu um papel recorrente na Nova Zelândia série de televisão Hercules: The Legendary Journeys e Xena: Warrior Princess, entre papéis do convidado em várias séries de televisão.
Atualmente, Tydings vive em Washington, DC, onde ela tem ensinado yoga rock'n'roll desde 2005. Ela começou como uma estudante na década de 1990, e recebeu a ideia de tocar música rock alto durante classe de um ex-instrutor em Los Angeles.

## Cinema e Televisão
| Ano       | Título                                                             | Personagem        | Notas                                            |
| --------- | ------------------------------------------------------------------ | ----------------- | ------------------------------------------------ |
| 1993      | Alice                                                              | Alice             |                                                  |
| 1993      | Angústia                                                           | Menina Rebelde    |                                                  |
| 1993      | Queerbait                                                          | Arial             |                                                  |
| 1993      | Diários do Sapato Vermelho                                         | Cecilia Lynn      | Episódio:Love at First Sight Episódio:Burning Up |
| 1995      | Vinishing Son                                                      | Tina              | Episódio:Win,Place                               |
| 1996      | Na Trilha do Sol                                                   | Victoria Reynolds |                                                  |
| 1996-1999 | Hercules: The Legendary Journeys                                   | Afrodite          | 9 Episódios                                      |
| 1997      | Party of Five                                                      | Kerry             | Episódio: "handicaps"                            |
| 1997-2001 | Xena: Warrior Princess                                             | Afrodite          | 11 Episódios                                     |
| 1998      | Hércules e Xena - The Movie Animated: The Battle for Mount Olympus | Afrodite(Voz)     | Vídeo                                            |
| 1998      | Hercules: The Legendary Journeys                                   | Katherine(Voz)    | Episódio:Porkules                                |
| 1998      | Hercules: The Legendary Journeys                                   | Katherine         | Episódio: Dia de Galinha                         |
| 1998      | Hotel del Sol                                                      | Nina              | Piloto de TV                                     |
| 1999      | Cidade do Rodeio                                                   | Grilo             | Piloto de TV                                     |
| 2001      | Shenna                                                             | Elena             | Episódio:O Tesouro de Sienna Mende               |
| 2002      | Uma Outra cara Bonita                                              | Jill Trent        | Filme de TV                                      |
| 2008      | The Wire                                                           | Editor de Artes   | Episódio:React Quotes                            |